# Український Національний Союз (організація)

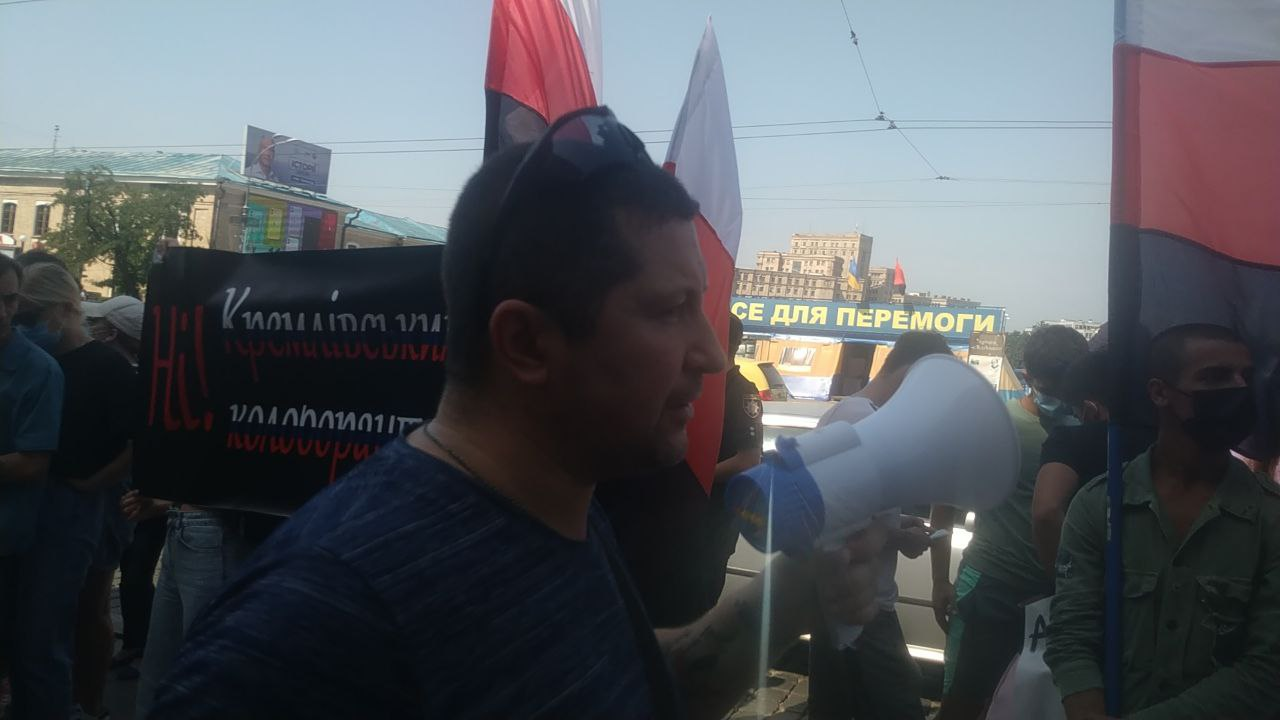
Олег Голтвянський на мітингу УНС. Липень 2021 року

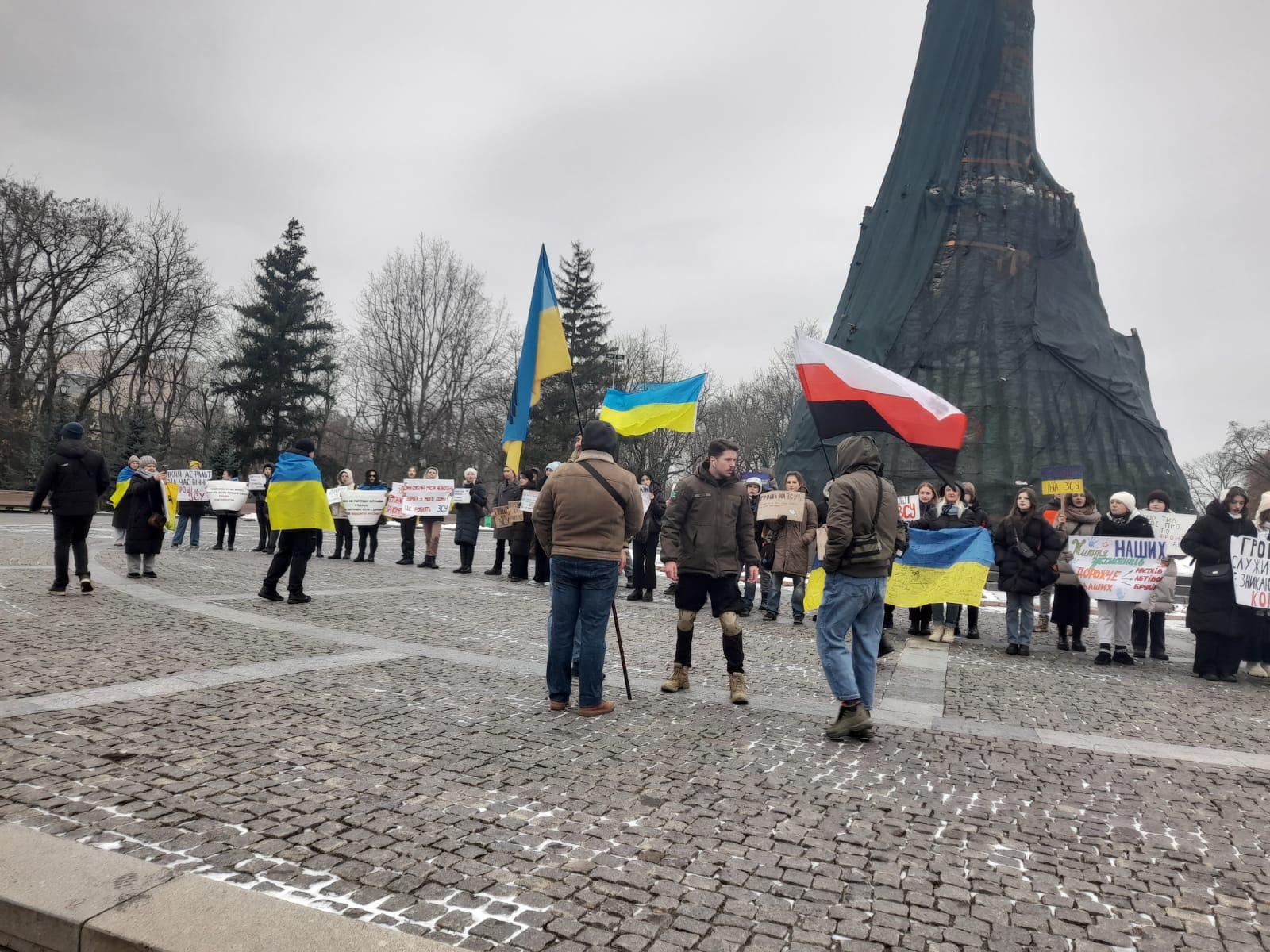
Пікет «Гроші на ЗСУ» у центрі Харкова. Грудень 2023 року.

Український Національний Союз (УНС) — українська ультраправа організація. Активісти організації приняли значну участь у подіях Євромайдану, Антитерористичній операції на сході України та Російсько-українській війні. Влітку 2014 року бійцями УНС був утворений добровольчий батальйон Печерськ.

## Історія
Громадський рух Український Національний Союз заснован 19 грудня 2009 року у Харкові. Першим провідником було обрано Олега Голтвянського. Перші відділення були створені в Харкові, Люботині та Полтаві, потім у Києві та в Луцьку, до середени 2010 року відділення організації існували в 19 областях України, а також у Білорусі, Польщі та Казахстані. Восени 2010 року представники Національного Союзу йшли на вибори в 5 містах і 3 областях у складі різних партій. Три кандидата від Українського Національного Союзу проходять в депутати місцевих рад у Київській, Вінницькій та Харківській областях.
З листопаду 2010 року проти УНС починаються репресії. 25 травня 2012 року було заарештовано голову УНС Олега Голтвянського, тому 12 липня 2012 року Велика Старшинська Нарада обирає одного з керівників харківського осередку Патріота України Віталія Кривошеєва головою УНС .27 квітня 2013 року, на V з"їзді організації, Віталій Кривошеєв оголошує про створення Української Соціал-Національної партії на основі Українського Національного Союзу. З моменту утворення до 22 травня 2013 року УНС входило до Социал-національної асамблеї. Активісти УНС брали активну участь у Євромайдані.
Після початку  Російсько-українській війни члени організації беруть участь в бойових діях у складі різних добровольчих підрозділів, ЗСУ та Національної Гвардії. На виборах 2015 року сім активістів організації обрано депутатами місцевих рад, у тому числі бойового референта УНС Олега Голтвянського.
Після початку повномасштабного вторгнення Росії в Україну, більшість членів організації беруть участь у бойових діях або організували осередки руху опору.

## Діяльність

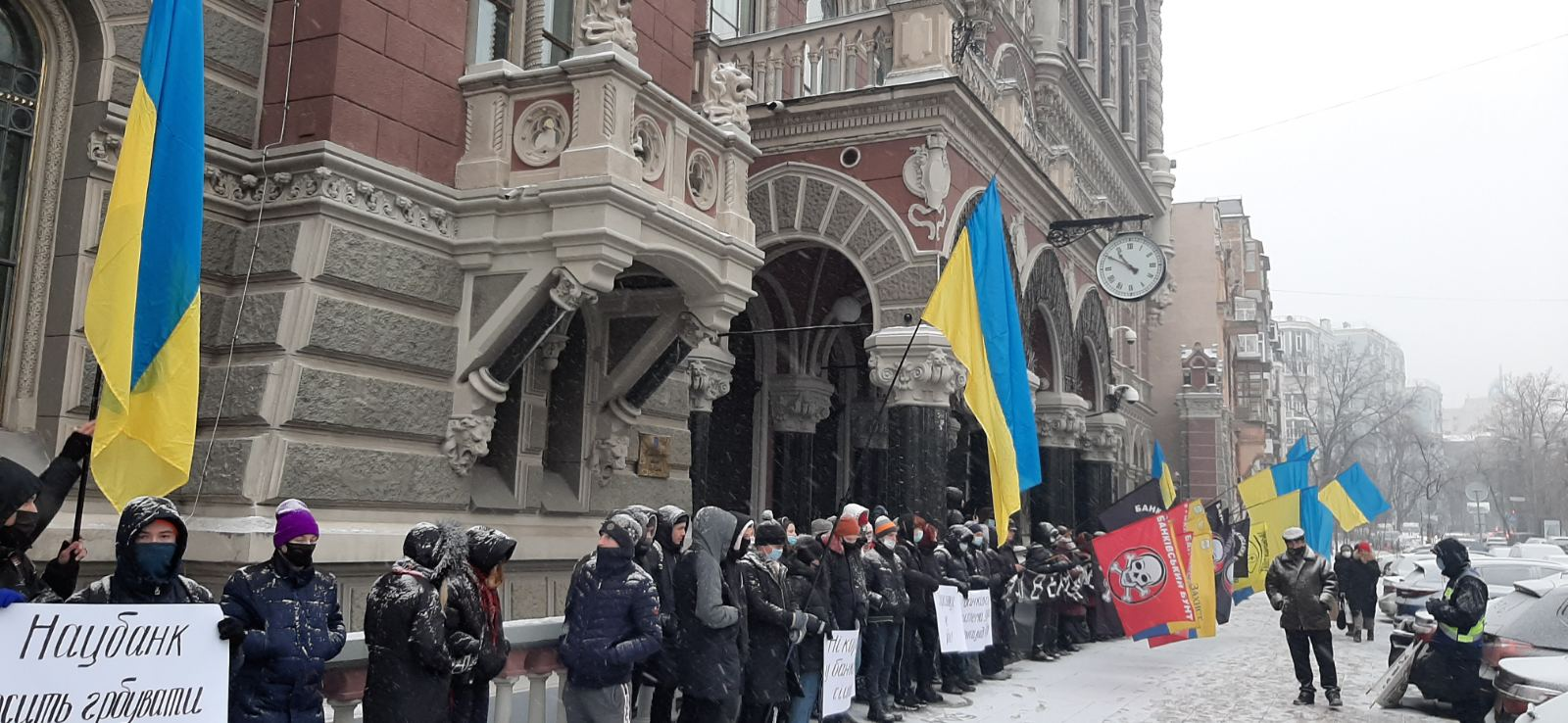
Мітинг Українського національного союзу біля Національного банку України. Січень 2022 року

Український Національний Союз відзначився громадськими та політичними акціями, серед яких марші на честь дня створення УПА у Києві, Харкові та Полтаві, на підтримку енергетичної незалежності, захисту української мови та культури, акції на захист сім'ї Павліченко та інші. Організація проводить різноманітні акції в дні українських національних свят (День пам'яті Героїв Крут 29 січня, День Героїв 23 травня, день української мови та культури тощо). Активісти УНС неодноразово проводили акції проти проросійських та шовіністичних сил, представників ЛГБТ спільноти та нелегальної міграції.
У 2021 році зусиллями УНС було знято губернатора Харковської області Айну Тимчук, підозрювану у корупції та зв'язках з колобарантами.
У 2022 році організація провела низку акцій із вимогою звільнення голови Національного банку України Кирила Шевченка після чього він був змушений піти зі своєї посади.

## Репресії

7 грудня 2011 року співробітниками СБУ за підозрою у причетності УНС, Соціал-національної асамблеї та його особисто до терактів у Харкові та Дніпропетровську було затримано Олега Голтвянського. Затриманого відпустили після допиту. При цьому п'ятеро активістів організації на той момент уже проходили («затримані, на підписці та в розшуку») у іншій кримінальній справі, пов'язаній із озброєним пограбуванням. 15 грудня суд ухвалив рішення про проведення обшуку у квартирі Голтвянського.
19 січня у низці українських міст сталися напади та спроби нападів активістів праворадикальних угруповань на представників антифашистського руху
.
25 травня у Харкові, незважаючи на винесену в судовому порядку заборону на проведення акції, відбувся марш проти нелегальної міграції. Незважаючи на спроби міліції протидіяти, близько ста правих радикалів пройшли колоною. Почалися зіткнення з міліцією, внаслідок чого кількох людей було затримано в адміністративному порядку, стосовно Олега Голтв'янського було порушено кримінальну справу.
Після сутичьок які відбулися в Харкові після маршу Свободу Павличенкам 14 учасників акції було засуджено, Олег Голтвянський, який організував марш був оголошений у розшук. 
8 липня 2013 року працівниками СБУ було затримано Олега Голтвянського. Затримання пов'язані з проведенням тренувальних таборів «Руської автономії». 12 червня Голтв'янський та ще два активісти організації вже були заарештовані.
26 серпня лідер УНС Віталій Кривошеєв та Вадим Мирось були заарештовані за підготовку терактів та замах на вбивство студентів з Азії та Африки у Харкові. Після перемоги Євромайдану обидва були виправдані.
1 лютого 2014 року в Полтаві співробітниками УБОЗ були затримані лідер Народного фронту Полтавщини Станіслав Пєєв та бойовий референт УНС Олег Голтвянський, який віз гроші для російських націоналістів з Білгорода, Курська та Воронежа, які хотіли приєднатися до Руського легіону на Майдані.
У березні того року голова УНС Віталій Кривошеєв та Артем Головко були затримані ФСБ у Ростовській області Російської Федерації. За версією російських спецслужб, вони займалися підготовкою терактів та диверсійною діяльністю на території РФ. Згодом їх було засуджено за шпигунство та депортовано з території РФ із забороною на в'їзд протягом 5 років.

## Ідеологія

Прапор Українського національного союзу

Ідеологія Українського Національного Союзу мімікрувала від націонал-анархізму до неонацизму. Сама організація свої погляди називає "українським народним соціалізмом".

## Символіка
Як організаційний символ, Український Національний Союз використовує колишню емблему Соціал-Національної партії України — «Ідея нації». Графічно знак «Ідея Nації» являє собою монограмне поєднання літер І та N. Малим гербом УНС є червноий щит з Ідеєю Nації чорного кольору посередині. Прапор УНС являє собою прямокутне полотнище з трьох рівновеликих горизонтальних смуг: білої, червоної та чорної. Відношення ширини прапора до його довжини 2:3.

## Книговидавнича діяльність
- Микола Сціборський, «Націократія»: скорочений виклад, 2013 р. Харків.
- Віталій Кривошеєв: «Збірка ідеологічних робіт», 2013 р. Харків.